# Barron County
Das Barron County ist ein County im US-amerikanischen Bundesstaat Wisconsin. Im Jahr 2020 hatte das County 46.711 Einwohner und eine Bevölkerungsdichte von 20,9 Einwohnern pro Quadratkilometer. Der Verwaltungssitz (County Seat) ist Barron.

## Geografie
Das County liegt im Nordwesten von Wisconsin und ist im Westen etwa 45 km vom Mississippi entfernt, der die Grenze zu Minnesota bildet. Es hat eine Fläche von 2305 Quadratkilometern, wovon 70 Quadratkilometer Wasserfläche sind.
Von Nord nach Süd wird das County vom Red Cedar River durchflossen, einem Nebenfluss des in den Mississippi mündenden Chippewa River.
An das Barron County grenzen folgende Nachbarcountys:
| Burnett County   | Washburn County | Sawyer County   |
| Polk County      |                 | Rusk County     |
| St. Croix County | Dunn County     | Chippewa County |

## Geschichte
Das Barron County wurde 1859 aus Teilen des Polk County und dem nicht mehr existenten Dallas County gebildet. Benannt wurde es, ebenso wie die Bezirkshauptstadt, nach Henry D. Barron, einem US-amerikanischen Richter und Politiker.

## Demografische Daten
Nach der Volkszählung im Jahr 2010 lebten im Barron County 45.870 Menschen in 19.265 Haushalten. Die Bevölkerungsdichte betrug 20,5 Einwohner pro Quadratkilometer. In den 19.265 Haushalten lebten statistisch je 2,35 Personen.
Ethnisch betrachtet setzte sich die Bevölkerung zusammen aus 96,3 Prozent Weißen, 1,0 Prozent Afroamerikanern, 0,9 Prozent amerikanischen Ureinwohnern, 0,6 Prozent Asiaten sowie aus anderen ethnischen Gruppen; 1,1 Prozent stammten von zwei oder mehr Ethnien ab. Unabhängig von der ethnischen Zugehörigkeit waren 2,2 Prozent der Bevölkerung spanischer oder lateinamerikanischer Abstammung.
21,7 Prozent der Bevölkerung waren unter 18 Jahre alt, 59,2 Prozent waren zwischen 18 und 64 und 19,1 Prozent waren 65 Jahre oder älter. 50,2 Prozent der Bevölkerung war weiblich.

Das jährliche Durchschnittseinkommen eines Haushalts lag bei 44.806 USD. Das Pro-Kopf-Einkommen betrug 23.267 USD. 11,4 Prozent der Einwohner lebten unterhalb der Armutsgrenze.

## Ortschaften im Barron County
| Citys - Barron - Chetek - Cumberland - Rice Lake | Villages - Almena - Cameron - Dallas - Haugen | - New Auburn1 - Prairie Farm - Turtle Lake2 |

Census-designated place (CDP)
- Barrone

Andere Unincorporated Communities
| - Angus - Arland - Brill - Campia - Canton - Comstock | - Dobie - Graytown3 - Hillsdale - Horseman - Lehigh - Mikana | - Poskin - Reeve - Sumner - Tuscobia - Twin Town - Wickware |

1 – teilweise im Chippewa County

2 – teilweise im Polk County

3 – teilweise im Dunn County

## Gliederung
Das Barron County ist in neben den vier Citys und sieben Villages in 25 Towns eingeteilt:
| Town                 | Einwohner (2010) | FIPS     |
| -------------------- | ---------------- | -------- |
| Town of Almena       | 858              | 55-01350 |
| Town of Arland       | 789              | 55-02775 |
| Town of Barron       | 873              | 55-04900 |
| Town of Bear Lake    | 659              | 55-05650 |
| Town of Cedar Lake   | 948              | 55-13500 |
| Town of Chetek       | 1644             | 55-14350 |
| Town of Clinton      | 879              | 55-15600 |
| Town of Crystal Lake | 757              | 55-17875 |
| Town of Cumberland   | 876              | 55-18050 |

| Town                 | Einwohner (2010) | FIPS     |
| -------------------- | ---------------- | -------- |
| Town of Dallas       | 574              | 55-18600 |
| Town of Dovre        | 849              | 55-20650 |
| Town of Doyle        | 453              | 55-20750 |
| Town of Lakeland     | 975              | 55-41600 |
| Town of Maple Grove  | 979              | 55-48825 |
| Town of Maple Plain  | 803              | 55-48950 |
| Town of Oak Grove    | 948              | 55-58950 |
| Town of Prairie Farm | 564              | 55-65175 |
| Town of Prairie Lake | 1532             | 55-65200 |

| Town                | Einwohner (2010) | FIPS     |
| ------------------- | ---------------- | -------- |
| Town of Rice Lake   | 3041             | 55-67375 |
| Town of Sioux Creek | 655              | 55-74125 |
| Town of Stanfold    | 719              | 55-76550 |
| Town of Stanley     | 2546             | 55-76600 |
| Town of Sumner      | 798              | 55-78450 |
| Town of Turtle Lake | 624              | 55-81100 |
| Town of Vance Creek | 669              | 55-82375 |